# Salon Verlag & Edition
Salon Verlag & Edition ist ein Kunstbuchverlag, der sich auf internationale zeitgenössische Kunst spezialisiert hat. Er wurde 1995 von Gerhard Theewen in Köln gegründet.

## Geschichte
Während seines Studiums an der Kunstakademie Düsseldorf begann Gerhard Theewens Interesse an der Sammlung, Archivierung und Veröffentlichung von Kunst. So entstand 1976 ein auf zwölf Ausgaben angelegtes Kunstmagazin mit dem Titel „Salon“, das halbjährlich erschien. Nach mehreren Jahren Pause beschloss er diese Arbeit in Form eines Verlages weiterzuführen, um Künstler umfangreicher zu präsentieren und „eine Diskussion über Kunst in unserer Zeit anzuregen“. Den Künstlern sollte dabei ein größtmöglicher Freiraum geboten werden.
Der Name „Salon“ ist sowohl eine Referenz an die Tradition französischer Ausstellungen Moderner Kunst, den „Salons d'Art moderne“, als auch an die Alltagskultur, wie den Waschsalon oder den Frisörsalon.

## Editionen
Neben Originaleditionen in limitierter Auflage ist ein Schwerpunkt des Verlagsprogramms die Reihe „Ex Libris“. Ein Künstler wählt ein für seine Arbeit und sein Kunstverständnis bedeutendes Buch aus, das im Reprint mit einem neu gestalteten Umschlag sowie einem Exlibris versehen wird. Zwischen 1996 und 2006 erschienen 49 Künstlerbücher in der Reihe „édition séparée“, die Theewen zusammen mit dem Kölner Kunstsammler Reiner Speck herausgab.
Die Reihe „édition questions“, herausgegeben von dem Autor Ignaz Knips, ist philosophischen Fragestellungen gewidmet mit Beiträgen von Kunsttheoretikern wie Bernhard Waldenfels, Maurice Merleau-Ponty, Bazon Brock, Michael Glasmeier, Marcus Steinweg, Noam Chomsky, Andreas Speer, Jean-Luc Nancy.
Nach eigenen Angaben erschienen bis 2019 über 500 Monographien, Künstlerbücher, Ausstellungskataloge, Werkverzeichnisse sowie Themen- und Theoriebände.